# Anders Kompass

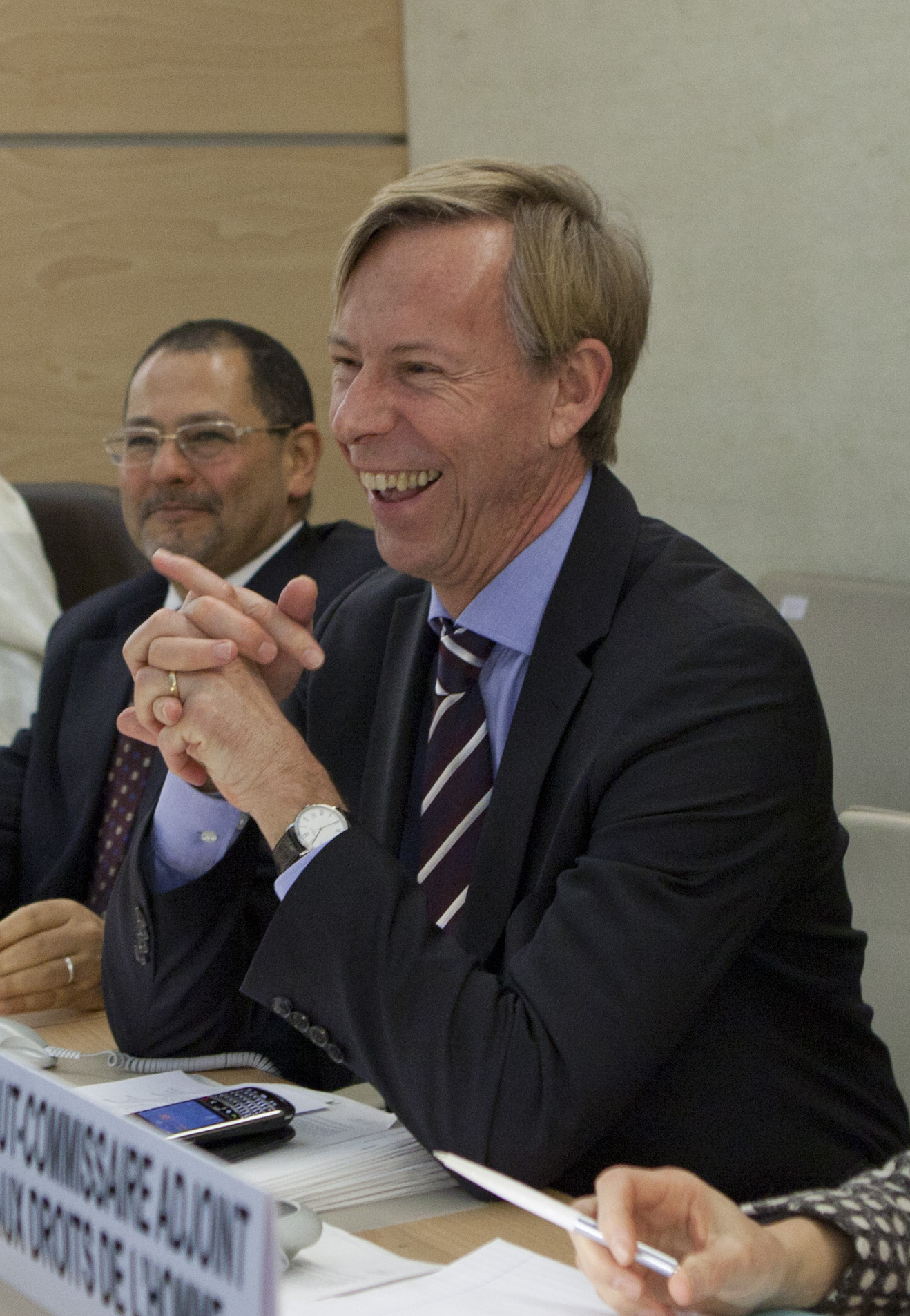
Anders Kompass, 2012.

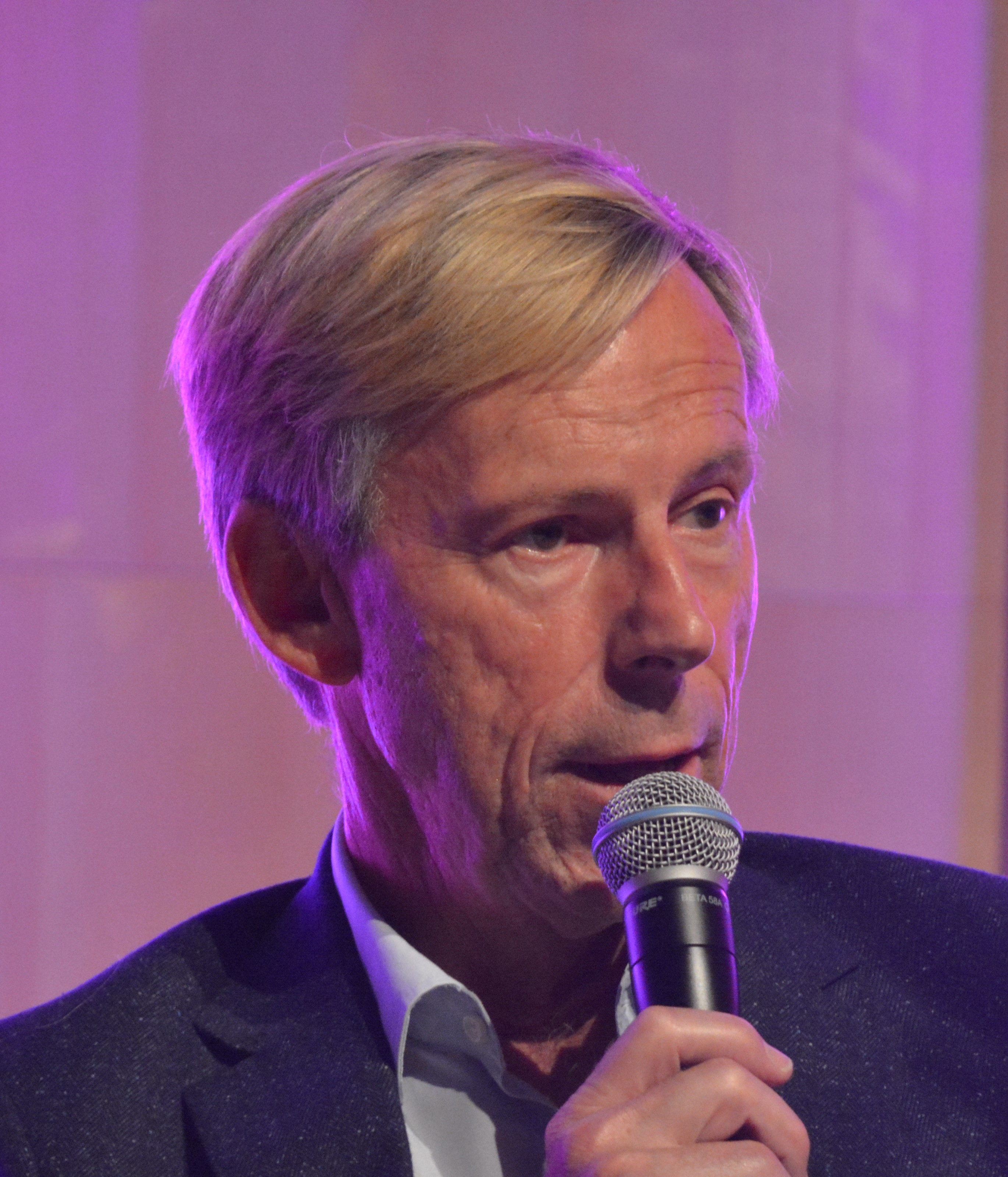
Anders Kompass på Bokmässan i Göteborg, 2016.

Per Anders Gunnar Kompass, född 25 augusti 1955 i Karlskoga, är en svensk ämbetsman som framför allt varit verksam inom Förenta nationerna (FN). Han fick 2014 stor uppmärksamhet efter sina avslöjanden av sexuella övergrepp i Centralafrikanska republiken, utförda av FN-personal. Mellan 2017 och 2020 var han Sveriges ambassadör i Guatemala.

## Biografi

### Bakgrund
Anders Kompass är son till ingenjör Arne Kompass och Märtha Jansson och växte upp i Halmstad. Han genomgick den helklassiska linjen på Fjellstedtska skolan i Uppsala 1972–75.

### Tidig verksamhet
Han fick 1975 stipendium till Guatemala, som då styrdes av en militärjunta. Han arbetade under två år bosatt i byn Pasac med alfabetisering, så småningom med stöd av svenska Frikyrkan hjälper. Han medverkade i att 1980 öppna ett Centralamerikakontor för Diakonia. År 1982 rekryterades han som expert på Latinamerika till Utrikesdepartementet av kabinettssekreteraren Pierre Schori.
Han blev senare FN-anställd och byggde bland annat upp lokala kontor för mänskliga rättigheter i Colombia, Mexiko och Guatemala. Han var 1:e ambassadsekreterare vid Sveriges ambassad i Mexico City 1986,  departemetssekreterare på Utrikesdepartementet 1986–92 och därefter inom  Kontoret för FN:s högkommissarie för mänskliga rättigheter (OHCHR) i Genève, senast som chef för dess fältavdelning.

### Avslöjanden om FN-övergrepp i Centralafrikanska republiken
Anders Kompass fick som chef för fältavdelningen inom Kontoret för FN:s högkommissarie för mänskliga rättigheter, med ansvar för bland annat Centralafrikanska republiken, en rapport av en utsänd FN-utredare från hans avdelning omkring den 15 juli 2014 om påstådda sexuella övergrepp mot barn av franska fredsbevarande FN-soldater i Centralafrikanska republiken inom operation Sangaris mellan december 2013 och juli 2014. Rapporten innehöll referat av intervjuer av FN-tjänstemannen och en Unicef-tjänsteman med ett antal barn mellan 8 och 15 år, vilka hävdat att de utsatts för sexuella övergrepp i ett läger för internflyktingar i Bangui.
Den 23 juli informerade han Frankrikes biträdande FN-ambassadör i Genève om rapporten. På begäran av den franska FN-delegationen översände därefter Kompass rapporten. Anders Kompass har i sitt yttrande om ärendet inför en intern FN-domstol hävdat att han den 7 augusti informerat sin närmaste chef, OHCHR:s ställföreträdande chef Flavia Pansieri, att han överlämnat rapporten till Frankrike för åtgärd.
Den franske åklagaren Marie Deschamps inledde förundersökning den 31 juli 2014, senare preciserad till att gälla 14 soldaters möjliga inblandning i sexuella övergrepp. Frankrikes Genèveambassadör tackade å den franska regeringens vägnar i ett brev den 31 juli Kompass för att Frankrike fått tillgång till rapporten. Någon häktning ägde aldrig rum .
OHCHR hävdade att Anders Kompass hade brutit mot FN:s regelverk genom att lämna ut hemlig information till utomstående. Händelsen har officiellt av FN:s högkvarter på oklara grunder kallats för en läcka, trots att det är fråga om brottsanmälan till en rättsmyndighet.  Den 17 april 2015 stängdes han av från sitt arbete av OHCHR:s chef Zeid bin Ra'ad, vilket avslöjades av The Guardian.
En intern FN-domstol sade den 6 maj 2015 i ett utslag att suspenderingen av Anders Kompass var olaglig ("prima facie unlawful") och att den omedelbart skulle hävas. På skriftlig begäran av Zeid Ra’ad Al Hussein den 9 april 2015 utreddes hösten 2015 frågan om möjligt regelbrott av FN:s internrevision, FN:s kontor för intern översyn (Office of Internal Oversight Services). Flavia Pansieri avgick den 22 juli från sin post som ställföreträdande chef för OHCHR.  Högkommissarien Zeid Ra’ad Al Hussein föreslog i oktober 2015 att den avdelning som Anders Kompass var chef för skulle läggas ned. FN:s generalsekreterare Ban Ki-moon tillsatte efter extern press den 22 juni 2015 en utredning, vars rapport i december 2015 friade Anders Kompass.

### Sveriges ambassadör i Guatemala
Mellan 2017 och 2020 var han Sveriges ambassadör i Guatemala.

### Individuell Människohjälp
I april 2021 valdes Kompass till ordförande i Individuell Människohjälp.

### Familj
Kompass är gift med Flaminia Minelli.

## Priser och utmärkelser
- 2015 utmärkelsen Årets FN-vän av Svenska FN-förbundet.[13]
- 2016 Hillesgårdspriset för medmänsklighet med motiveringen: "Han hade modet att stå upp för sanningen och slå larm när barn for illa, och han stod fast även när han blev utfryst och anklagad av FN-systemet".[14] Priset delas ut av Stiftelsen Hillesgårdspriset.
- 2017 Stig Dagermanpriset med motiveringen: "för sitt mod att utan tvekan larma och ta ställning för de barn som utsattes för omänskligt övervåld i Centralafrikanska republiken och därmed tillämpa de överenskommelser världssamfundet antagit. Anders Kompass visade förebildligt civilkurage och tjänstemannaansvar i linje med Förenta Nationernas allmänna deklaration om de mänskliga rättigheterna (10 december 1948) och Förenta Nationernas konvention om barnens rättigheter (20 november 1989)".[15][16]